# 어네스토 폼페이오 몰멘티
Ernesto Pompeo Molmenti, MD, PhD, MBA는 현재 뉴욕 롱 아일랜드에 있는 미국 이식 외과의, 과학자 및 저자이다. 그는 놀수 쇼어 대학교 병원 / 노스 웰 헬스에서 ( North Shore University Hospital / Northwell Health) 외과 부서의 외과 혁신 및 부의장이며 호프 스트라 (Hofstra) / 노스 웰 (Northwell)에 있는 주커 의과 대학 (Zucker School of Medicine)의 외과, 내과  및 소아과 교수에 재임중에 있다. 그는 " Molmenti 기술 "이라고 불리는 혈관 재건 기술의 개발로 알려져 있다.

## 전기
Ernesto Pompeo Molmenti (EPM)는 1964년 아르헨티나 부에노스 아이레스에서 외과의인 아버지와 예술가인 어머니 사이에서 태어났다. 그가 수석 레지던트 인터뷰에서 말하길 아버지로부터는 해부학과 수술에 대한 애정을 어머니로부터는 책에 대한 사랑을 배웠다고 하였다. 그는 고등학교 내내 장학금을 받았고 그 덕분에 미국에서의 교육을 이어갈수 있었다.

## 교육
EPM은 보스턴 대학교 (Boston University) 의대 통합 과정에 조기입학하여 의학학위와 예술학위를 최고 성적으로 마쳤다. 그는 세인트 루이스에 위치한 워싱턴 대학 의대의 반스-유대 병원에서 레지던트 과장을 마쳤으며 성인 및 소아의 복부 장기 이식에 대한 펠로우쉽은 피츠버그 대학에서 받았다. 그는 레지던트 기간에  3년간 기초과학 연구를, 펠로우쉽 중에는 소아 췌장 이식에 더 많은 연구를 하였다. EPM은 임상 및 기초 과학뿐만 아니라 교육에도 참여하고 있다.

## 직업
펠로우쉽 후에 그는  베일러 대학 병원과 텍사스에 있는 달라스 소아 병원에 합류하였다. 텍사스에 있는 동안 그는 성인 신장과 췌장 이식 그리고 성인 및 소아의 간이식 수술을 집도하였다. EPM은 존스홉킨스 대학에서 외과 부교수와 신장/췌장 이식 총 책임자로 역임하였다. 그 곳에서 그는 또한  경영학 석사 (MBA)를 취득하였다. 호프스트라 노스웰에 합류하기 전, 그는 애리조나 주립대에서 외과교수 및 복부이식의 총 책임자였다. 에리조나에서 그는 소아 신장 이식프로그램을 재 설립하고 성인 신장 이식 프로그램을 활성화 시켰다. 뿐만 아니라 그는 성인 및 소아의 간과 성인 췌장 프로그램을 재정립 하였다.  그는 애리조나 주립대에서 그의 첫 분리간이식을 수행하였는데 하나의 간을 두 파트로 나누어 작은 부분은 6개월 된 여아에게 큰 부분은 성인에게 이식하였다.

## 출판물 / 연구
EPM은 뉴잉글랜드 저널 오브 메디슨, 란셋, 미국국립과학원회보, 생물학 화학 저널, 임상 조사 저널, 실험 의학 저널, 면역 저널, 수술 실록, 미국 외과 의사 저널, 미국 이식 저널, 소아 외과 저널, 외과 연구 저널, Langenbeck의 수술 기록 보관소, 간 이식 보관됨 2020-06-01 - 웨이백 머신, 소아 이식, 방사선학, 수술 및 이식 . 그는 또한 8 권의 책을 저술했다 : 간 이식의 아틀라스 (중국어와 일본어로 번역됨), 장과 다기관 이식, 신장과 췌장 이식 (스페인어로 번역됨), 갑상선 절제술 : 해부학 적 기초 외과 기술 (스페인어로 번역)과 간 이식 (현재 언론에서 맥그로 힐).
EPM은 이전에 설명되지 않은“간 이식 후 난소 암종의 증후군 발생률에 대한 관찰 및 발견”을 첫 번째 저자로 발표했다. Molmenti는 최근 지시 된 장기 기증과 호환되지 않는 신장 사슬에 대한 새로운 접근법을 제안했다 (2018년 The Lancet의 간행물에서). Johns Hopkins에 있는 동안 EPM은 American College of Surgeons와 Bernard Amos Young Investigator Immunology Award에서 장기 이식 거부의 단백질 학 특성에 대한 연구로 교수 연구 연구원으로 선정되었다. 이 연구는 또한 보스턴 (2004년)의 미국 이식 회의 (American Transplant Congress)에 대한 특별 초청 강연에서 발표되었다.